# Presagio (película de 1974)
Presagio es una película dramática mexicana de 1975, dirigida por Luis Alcoriza, escrita por Gabriel García Márquez y protagonizada por Lucha Villa, Eric del Castillo, David Reynoso, Gloria Marín y Carmen Montejo.

## Argumento
En un pequeño pueblo mexicano, "Mamá Santos" (Anita Blanch) la vieja partera es llamada para asistir al alumbramiento de Isabel (Raquel Olmedo), mujer de Felipe (Aarón Hernán). Como parte de sus instrumentos tradicionales, la matrona empleaba un botellón para que las mujeres soplaran en él y el esfuerzo les permitiera dar a luz más fácilmente, no obstante, tras el nacimiento del hijo de Felipe la botella se rompe, lo cual Mamá Santos considera como un presagio de que "algo terrible va a pasar en este pueblo", acto seguido la partera enferma gravemente.
El rumor de la predicción de Mamá Santos corre por todo el pueblo generando una reacción en cadena de sucesos desgraciados entre toda la población que comienzan culpabilizando a Felipe de la desgracia que se avecina. Cada persona sufre y causa desgracias a otras personas movidas por la creencia en el presagio, lo que agrava cada vez más la situación del pueblo hasta causar su total abandono.

## Reparto
- David Reynoso como Tomás, carnicero
- Fabiola Falcón como Petra
- Lucha Villa como Angela
- Pancho Córdova como Padre Ángel
- Eric del Castillo como Mateo
- Enrique Lucero como Héctor
- Anita Blanch como Mama Santos
- Carmen Montejo como Doña Agueda
- Raquel Olmedo como Isabel
- José Gálvez como Don Jorge
- Aarón Hernán como Felipe
- Gloria Marín como Eladia
- Amparo Rivelles como Rufina
- Silvia Mariscal como Silvia
- Betty Meléndez como Sofía
- Fabián Aranza como Pueblerino
- Octavio Galindo como Pedro
- Rebeca Silva como Marcela
- Carlos Muñoz
- Rosa Gloria Chagoyán como Amparo

## Producción
El escritor Gabriel García Márquez y Luis Alcoriza trabajaron cuatro meses en el guion de la cinta poco antes de que el colombiano escribiera su obra cumbre Cien años de soledad en 1968, quien se basó en su relato "Tiempo de Morir". 

## Recepción
En una entrevista realizada a Luis Alcoriza afirmaba que fue mejor comprendida en Europa que en México. En efecto, la película participó en el Festival de San Sebastián en España, donde recibió la Mención Especial del Jurado. Mientras que en México participó en la IV Muestra Internacional de Cine, recibiendo algunas críticas. Emilio García Riera, da testimonio de esas críticas: "Se hará necesaria una nueva visión de Presagio, al margen de los apremios de la Muestra en que se ha exhibido [...].". Aunque parece que la valoración a largo plazo fue más positiva como recapitula Alcoriza en 1980.